# Milton Mendes
Milton Mendes (nacido el 25 de abril de 1965) es un exfutbolista y entrenador brasileño que se desempeñaba como defensa. Su Último equipo fue el Carlos A. Mannucci de la Liga 1 de Perú 2024.
Dirigió en equipos como el Al-Shahaniya, Paraná Clube, Ferroviária, Atlético Paranaense, Kashiwa Reysol, Santa Cruz, Vasco da Gama y Sport Recife.

## Clubes

### Como futbolista
| Club                | País     | Año       |
| ------------------- | -------- | --------- |
| Vasco da Gama       | Brasil   | 1984-1987 |
| Criciúma            | Brasil   | 1986      |
| Louletano DC        | Portugal | 1987-1991 |
| Beira-Mar           | Portugal | 1991-1992 |
| Os Belenenses       | Portugal | 1992-1993 |
| União               | Portugal | 1993-1996 |
| SC Espinho          | Portugal | 1996-1997 |
| AD Camacha          | Portugal | 1997-1998 |
| São Vicente         | Portugal | 1998-1999 |
| CSD Camara de Lobos | Portugal | 1999-2001 |
| AD Machico          | Portugal | 2001-2002 |

### Como entrenador
| Club                | País     | Año       |
| ------------------- | -------- | --------- |
| AD Machico          | Portugal | 2013      |
| FC Bom Sucesso      | Portugal | 2013      |
| Al-Shahaniya        | Catar    | 2013      |
| Paraná Clube        | Brasil   | 2014      |
| Ferroviária         | Brasil   | 2014-2015 |
| Atlético Paranaense | Brasil   | 2015      |
| Kashiwa Reysol      | Japón    | 2016      |
| Santa Cruz          | Brasil   | 2016      |
| Vasco da Gama       | Brasil   | 2017      |
| Sport Recife        | Brasil   | 2018      |
| Santa Cruz          | Brasil   | 2019      |
| São Bento           | Brasil   | 2019      |
| Marítimo            | Brasil   | 2020-2021 |
| Carlos A. Mannucci  | Perú     | 2024      |

## Palmarés

### Como entrenador
| Título                       | Club        | País   | Año  |
| ---------------------------- | ----------- | ------ | ---- |
| Campeonato Paulista Série A2 | Ferroviária | Brasil | 2015 |
| Campeonato Pernambucano      | Santa Cruz  | Brasil | 2016 |
| Copa do Nordeste             | Santa Cruz  | Brasil | 2016 |